# Торпедный катер
Торпедный катер — класс быстроходных маломерных кораблей, основным вооружением которых является торпеда.
В русскоязычной военной терминологии название «торпедный» применяется только к кораблям периода начиная с Первой мировой войны, имеющим двигатели внутреннего сгорания. Более ранние же паровые катера с торпедным (устар. «минным») вооружением по традиции относятся к категории минных катеров или миноносок. В большинстве иностранных языков такого различия не делается — например, в английском языке все маломерные носители торпедного оружия обозначаются общим термином Torpedo Boat (дословно — «торпедная лодка»), а оснащённые двигателем внутреннего сгорания выделяют как Motor Torpedo Boat (дословно — «моторная торпедная лодка»).

## Предыстория
Первые достоверные сведения о минных атаках относятся к войне за независимость американских колоний 1776—1783 годов. Вооружённые минами гребные суда были применены колонистами в 1776 году против британского линейного корабля HMS Eagle, а также англичанами в начале 1803—1805 годах в ходе Наполеоновских войн в попытке уничтожить флот вторжения. В первом случае мина конструкции американского изобретателя Бушнелла буксировалась и вручную крепилась к кораблю-цели. Во втором пускалась по течению в сторону цели с дистанции 1—2 кабельтова. За вторым случаем применения стоят изобретения другого американца — Роберта Фултона, также известного постройкой первого парохода.
Родоначальниками собственно торпедных катеров как семейства кораблей являются русские минные катера «Чесма» и «Синоп» под командованием С. О. Макарова (тогда лейтенанта) впервые удачно применившие самодвижущуюся мину Уайтхеда 14 января 1878 года в ходе Русско-турецкой войны против турецкого парохода «Интибах».
Первые торпедные катера (названные тогда минными катерами) имели водоизмещение 5—16 т, скорость хода 12—18 узлов, вооружение 1—2 торпеды калибра 7 дюймов (180 мм). Артиллерийское вооружение было лёгким (0,5—1,1 дюйма — 12,7—27,5 мм) или отсутствовало вовсе.
Опыт боевого применения в первых войнах 1878—1905 годов выявил преимущества нового класса — большую ударную мощь при скромных затратах. Выявились и недостатки — высокую уязвимость, малый запас торпед, малую дальность хода и практически отсутствующую мореходность, а также невысокие характеристики самих торпед. Стремление преодолеть недостатки привело к разработке тактики применения миноносок: групповые атаки, ночью или в условиях ограниченной видимости, вблизи берегов или в стеснённых акваториях (проливы, бухты, узкости), залповая стрельба торпедами, затем уклонение от противника на максимальной скорости.

Тем не менее общая оценка первого поколения малых носителей торпедного оружия, данная современниками, может быть выражена такими словами: 
… далеко не отвечала боевым требованиям ни как судовая минная шлюпка, ни как миноноска для самостоятельного плавания.
То же стремление повело к двум расходящимся путям развития класса:
1. Увеличение размеров и водоизмещения с целью вооружить корабли более мощными и дальноходными, и соответственно более тяжёлыми торпедами, увеличить их число, усилить артиллерийское вооружение, увеличить дальность и мореходность, а позднее — применить частичное бронирование и конструктивную защиту.
2. Ставка на скорость и маневренность, как основные боевые характеристики и как лучшую защиту от противодействия противника. При этом корабли строились небольшими, максимально облегчёнными, ограниченных размеров.

Первый путь увенчался рождением новых классов кораблей — эскадренных миноносцев и минных крейсеров. В России этот путь отразился в терминах минный катер, миноноска, миноносец — все они применялись к минно-торпедным боевым кораблям. В свою очередь, миноносцы разделились на эсминцы и минные крейсера. На Западе все они назывались общим термином Torpedo Boat.
Второй — к появлению характерных черт классических торпедных катеров, которые сохранялись вплоть до их вытеснения ракетными катерами: небольшое водоизмещение (до 300 т), небольшое число торпед (2—4) в однотрубных торпедных аппаратах калибром до 21" (533 мм), высокая скорость (30—50 уз), динамический принцип поддержания, лёгкое вспомогательное вооружение (автоматическое калибром 12,7—40 мм), отсутствие конструктивной защиты.
Создание без каких-либо оговорок эффективных носителей торпедного оружия второго типа стало возможным лишь после появления лёгких, но мощных двигателей внутреннего сгорания, что привело к возрождению старой идеи «минного катера» в новом обличье — в виде классического торпедного катера, отличающегося от своего прототипа — парового минного катера — в первую очередь большей скоростью и мощностью вооружения.

## История

### Первая мировая война
Первое удачное боевое применение классических торпедных катеров состоялось во время Первой мировой войны 7 апреля 1917 года. Это были английские катера фирмы «Торникрофт» (англ. Thornycroft). В литературе они упоминаются как «40-футовый катер» (англ. 40-ft Coastal Motor Boat; 40-ft CMB). Четыре СМВ в районе Остенде атаковали отряд германских эсминцев и потопили один из них.
Они же и следующий тип «55-футовые катера» (англ. 55-ft CMB) были применены 17 июня 1919 года против Балтийского флота Советской России. На Большом Кронштадтском рейде был потоплен стоящий на якоре крейсер «Олег». Затем 18 августа в Средней гавани был потоплен старый крейсер «Память Азова» (во время первой мировой использовавшийся в качестве плавбазы для подводных лодок), повреждён линкор «Андрей Первозванный». Из семи нападавших три катера были потоплены огнём эсминца «Гавриил». Британское Адмиралтейство сообщало: во время налёта английских торпедных катеров 18 августа 1919 года были потоплены линкоры «Петропавловск», «Андрей Первозванный» и миноносец, повреждён крейсер, «сильнейшая морская крепость мира была разгромлена небольшим количеством отлично дисциплинированных и бесстрашных британцев» В плен попали английские офицеры. Один из пленных английских офицеров говорил: «Англичане будут очень удивлены, узнав о таких больших потерях в катерах при Кронштадтской операции. Действие русской артиллерии блестяще». «Гавриил» на тот момент поставил рекорд по количеству торпедных катеров, уничтоженных артогнём в одном бою (3 из 7). 15 сентября «Петропавловск» указан в числе действующих кораблей ДОТа (действующий отряд кораблей Балтийского моря). (За столь краткий срок серьёзные повреждения исправить невозможно.)

### Вторая мировая война
К началу Второй мировой войны все ещё господствовало представление о крупных артиллерийских кораблях как основе флота. Торпедные катера в основных флотах западных морских держав были представлены слабо. С началом войны строительство катеров резко возросло (см. таблицу).
| Страна              | В строю 1939 | В строю 1945 | Потери |
| ------------------- | ------------ | ------------ | ------ |
| Великобритания      | 18           | 91           | —      |
| Нацистская Германия | 17           | 117          | 112    |
| США                 | —            | 511          | 65     |
| Япония              | ?            | 189          | 49     |

СССР до 1938 г. придерживался стратегии развития лёгких сил, включая катера, в основном из-за ограниченных возможностей по строительству крупных кораблей. К началу войны СССР имел 269 торпедных катеров. В ходе войны было построено более 30 торпедных катеров, и 166 получено от союзников.

### Типичные торпедные катера времён войны
АнглияТорпедные катера обозначались MTB (англ. Motor Torpedo Boat). MTB фирмы «Воспер» (англ. Vosper) имел скорость 37 узлов, два 533-мм однотрубных торпедных аппарата, 2—3 пулемёта калибром 7,62 — 12,7 мм, до 4 глубинных бомб.
ГерманияТорпедные катера назывались «шнелльботы» (нем. Schnellboot, сокращённо S-Boot; союзники их обозначали Е-boat). Тип S-26 имел характеристики: водоизмещение 115 т, длину 34,95 м, скорость до 40 узлов, вооружение два 533-мм торпедных аппарата (с двумя запасными торпедами) и два 20-мм зенитных автомата.
ИталияТорпедные катера обозначались MAS (итал. Motoscafo armato silurante). MAS 501 фирмы «Бальетто» (итал. Baglietto) имел скорость 44 узла, два 450-мм торпедных аппарата, 13,2-мм пулемёт и 6 глубинных бомб.
СССРТорпедный катер проекта Г-5 имел водоизмещение 17 т, длину 20 м, скорость свыше 50 узлов, был вооружён двумя 533-мм торпедами (в торпедных желобах) и двумя 7,62-мм или 12,7-мм пулемётами.
СШАТорпедные катера обозначались PT (англ. Patrol Torpedo boat). Катер типа PT 103 имел водоизмещение 50 т, длину 24 м, скорость до 45 узлов, четыре 533-мм однотрубных торпедных аппарата, 12,7-мм пулемёты и 40-мм зенитный автомат.
ЯпонияТорпедные катера обозначались T. Торпедный катер Mitsubishi Т-14 имел водоизмещение 15 т, длину 15 м, ширину 3,65 м, среднее углубление 0,62 м. Один бензиновый двигатель типа 91 мощностью 920 л. с., скорость хода 33 узла. Вооружение: одна 25-мм пушка или 13,2-мм пулемёт, две 457-мм торпеды, два бомбомёта или бомбосбрасывателя. Всего построено 52 единицы (бортовые номера 538—555, 839—848, 871—894), из них 7 погибли в боях.
Тактика применения торпедных катеров оставалась прежней, и дополнялась лишь взаимодействием с другими силами — прежде всего авиацией и надводными кораблями, для повышения боевой устойчивости. Однако когда вынуждала обстановка, катера действовали и самостоятельно, как например, в борьбе между США и Японией за Соломоновы острова. Кроме основной задачи, на катера временами возлагались дополнительные: разведка и дозор, высадка и эвакуация разведывательно-диверсионных групп, охрана прибрежных конвоев, минные постановки, борьба с подводными лодками в прибрежных водах.

### Послевоенный этап
С появлением ракетного оружия большинство стран прекратили строительство торпедных катеров в пользу ракетных. Немногие оставшиеся — в том числе СССР, ФРГ, Норвегия, Швеция, Китай, Израиль — продолжали строить торпедные катера наряду с ракетными.
Основным назначением катеров вместо атаки на крупные корабли теперь стали: патрульная служба, борьба с лёгкими силами и подводными лодками противника. Некоторые их типы не несут противокорабельных торпед, а только противолодочные. Типичной также стала передача устаревающих катеров флотам «малых» морских держав. Например, германские катера перешли к Турции.
Послевоенный советский торпедный катер (проект 206) имеет водоизмещение 268 т, длину 38,6 м, скорость хода 42 узла[уточнить], четыре 533-мм однотрубных торпедных аппарата (торпеды «53-56»), 2 спаренные автоматические артустановки АК-230 (30 мм).
Появились также катера с комбинированным ракетно-торпедным вооружением: тип «Дабур» (Израиль), тип «Хэгу» (Китай), тип «Хёук» (Норвегия), тип «Альбатрос» (ФРГ), тип «Нордчепинг» (Швеция) и «Интрепида» (Аргентина, головной катер типа).
К 2000 году в составе флотов мира остались 162 катера с комбинированным ракето-торпедным вооружением, и 47 торпедных катеров: Бангладеш — 1, Бирма — 10, Египет — 8, Израиль — 17, Россия — 5 (не считая морчасти погранвойск), Северная Корея — 6.
Общая тенденция к исчезновению торпедных катеров из флотов в XXI веке сохраняется.